# Zeferino Zeca Martins
Zeferino Zeca Martins (Cacolo, 8 marzo 1966) è un arcivescovo cattolico angolano, dal 1º ottobre 2018 arcivescovo metropolita di Huambo.

## Biografia

### Formazione e ministero sacerdotale
Dopo essere entrato nella Società del Verbo Divino nel 1988, ha svolto gli studi di filosofia nel seminario maggiore a Luanda e quelli teologici presso l'università di Comillas, dove ha conseguito anche la licenza in diritto civile.
Ha emesso la sua professione perpetua a Madrid il 1º ottobre 1994 ed è stato è stato ordinato sacerdote il 6 agosto 1995.
Successivamente è stato nominato rettore della casa centrale della sua congregazione in Angola e ha anche ricoperto il ruolo di superiore provinciale e docente di diritto all'università cattolica di Luanda.
Nel 2009 ha partecipato alla II assemblea speciale per l'Africa del sinodo dei vescovi.

### Ministero episcopale
Il 19 maggio 2012 papa Benedetto XVI lo ha nominato vescovo titolare di Tanaramusa ed ausiliare di Luanda. Ha ricevuto l'ordinazione episcopale il 12 agosto successivo dall'arcivescovo di Luanda Damião António Franklin, co-consacranti l'arcivescovo di Saurimo José Manuel Imbamba e il vescovo di Caxito António Francisco Jaca.
Ha partecipato alla XV assemblea generale ordinaria del sinodo dei vescovi il 15 ottobre 2018 dal tema I Giovani, la Fede e il Discernimento Vocazionale.
Il 1º ottobre 2018 papa Francesco lo ha promosso arcivescovo metropolita di Huambo. Ha preso possesso dell'arcidiocesi il 16 dicembre successivo.

## Genealogia episcopale e successione apostolica
La genealogia episcopale è:
- Cardinale Scipione Rebiba
- Cardinale Giulio Antonio Santori
- Cardinale Girolamo Bernerio, O.P.
- Arcivescovo Galeazzo Sanvitale
- Cardinale Ludovico Ludovisi
- Cardinale Luigi Caetani
- Cardinale Ulderico Carpegna
- Cardinale Paluzzo Paluzzi Altieri degli Albertoni
- Papa Benedetto XIII
- Papa Benedetto XIV
- Papa Clemente XIII
- Cardinale Giovanni Francesco Albani
- Cardinale Carlo Rezzonico
- Cardinale Antonio Dugnani
- Arcivescovo Jean-Charles de Coucy
- Cardinale Gustave-Maximilien-Juste de Croÿ-Solre
- Vescovo Charles-Auguste-Marie-Joseph Forbin-Janson
- Cardinale François-Auguste-Ferdinand Donnet
- Vescovo Charles-Emile Freppel
- Cardinale Louis-Henri-Joseph Luçon
- Cardinale Charles-Henri-Joseph Binet
- Cardinale Maurice Feltin
- Cardinale Jean-Marie Villot
- Arcivescovo Giovanni De Andrea
- Cardinale Alexandre do Nascimento
- Arcivescovo Damião António Franklin
- Arcivescovo Zeferino Zeca Martins, S.V.D.

La successione apostolica è:
- Vescovo Firmino David (2023)
- Vescovo Vicente Sanombo (2024)